# باندورائية آكلة الأكسالات
باندورائية آكلة الأكسالات (الاسم العلمي: Pandoraea oxalativorans) هي نوع من البكتيريا، سلبية الغرام، تتبع جنس الباندورائيات.